# Sierra del Cambrón
Sierra del Cambrón es una sierra de la Región de Murcia, divisoria entre las Tierras Altas de Lorca al oeste y el término municipal de Mula al este. Pertenece a la Cordillera Bética con una altura máxima de 1.528 m s. n. m.
Esta sierra fue clasificada en el año 2000 como Lugar de Importancia Comunitaria, y junto a las de Burete y la Lavia son territorio ZEPA, así como Área de Protección de la Fauna Silvestre.
Las especies más abundantes son pino carrasco (Pinus halepensis), carrasca (Quercus rotundifolia), piorno, romero, enebro, jaras y diversas especies de tomillo.